# Malala Yousafzai
Malala Yousafzai ou Malala Yousufzai (en ourdou : ملالہ یوسف زئی) est une militante pakistanaise des droits des femmes, née le 12 juillet 1997 à Mingora, dans la province de Khyber Pakhtunkhwa, où elle s'oppose au Tehrik-e-Taliban Pakistan et au Tehrik-e-Nifaz-e-Shariat-e-Mohammadi qui tentent d'interdire la scolarisation des filles.
Dans les années 2010, elle vit à Mingora, principale ville du district de Swat, dans le Nord-Ouest du Pakistan, une zone proche de l'influence des talibans. Symbole de la lutte pour l'éducation des filles et contre les talibans pakistanais, elle reçoit plusieurs distinctions nationales et internationales à la suite de ses prises de position alors que sa région est l'objet d'une lutte entre les talibans pakistanais et l'armée. Durant son enfance, Malala écrit un blog pour la BBC, racontant son point de vue sur l'éducation et sa vie sous la domination des talibans pakistanais.
Le 9 octobre 2012, âgée de 14 ans, elle est victime d'une tentative d'assassinat en rentrant chez elle, la blessant grièvement (tir d'une balle dans la tête pendant qu'elle prenait le bus), un attentat revendiqué par le Tehrik-e-Taliban Pakistan. Elle est transférée à l'hôpital de Birmingham au Royaume-Uni le 15 octobre pour la suite de ses soins. Cette attaque conduit à la médiatisation internationale de Malala Yousafzai.
En 2014, âgée de dix-sept ans, elle obtient le prix Nobel de la paix avec l'Indien Kailash Satyarthi, ce qui fait d'elle la plus jeune lauréate de l'histoire de ce prix.

## Biographie

### Enfance et prises de position

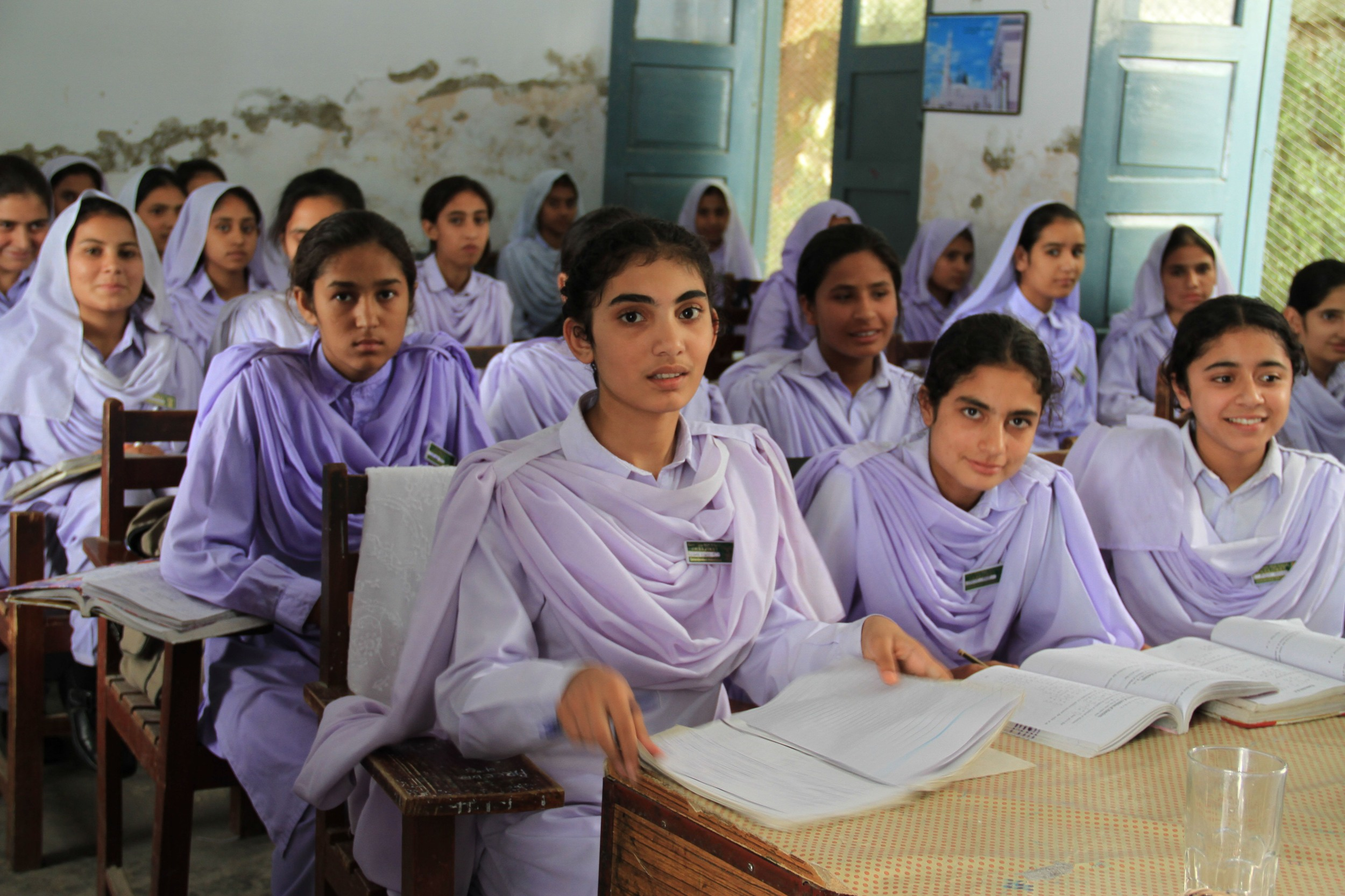
Une école pour filles dans la province de Khyber Pakhtunkhwa, en 2011.

Malala Yousafzai est en grande partie éduquée par son père, Ziauddin Yousafzai. Elle a deux frères plus jeunes qu'elle, Khushal et Atal. Leur père est un poète et militant pour l'éducation, propriétaire d'une école de filles dans la vallée de la Swat, et proche du parti national Awami, de gauche.
Malala Yousafzai se fait connaître du grand public début 2009, à 11 ans, par son témoignage intitulé Journal d'une écolière pakistanaise, sur un blog en ourdou de la BBC. C'est son père, Ziauddin Yousafzai qui la pousse à témoigner. Sous le pseudonyme de Gul Makai, elle dénonce les violences du Tehrik-e-Taliban Pakistan qui, après avoir pris le contrôle de la vallée de Swat en 2007, incendie les écoles pour filles et assassine ses opposants,. Elle apparaît alors en larmes dans une vidéo et dit vouloir devenir médecin. Lors de l'occupation talibane, sa famille quitte la région et se sépare.
Après la reprise de la vallée par l'armée pakistanaise, lors de la seconde bataille de Swat en mai 2009, elle retourne avec sa famille à Mingora. Elle est reconnue comme une héroïne et son nom est attribué à son école. Son père est également connu pour son opposition aux talibans pakistanais et a soutenu une intervention de l'armée dans sa région. Le 10 décembre 2012, il est nommé conseiller spécial de l'ONU pour l'éducation. À travers son combat, elle a créé la fondation Malala. Dès 2013, cette fondation commence à recevoir des dons destinés à la reconstruction d’écoles ou à l’amélioration des conditions de vie dans celles-ci.
À partir de 2013, elle rencontre notamment la reine Élisabeth II et Barack Obama et intervient dans plusieurs régions du monde. Ainsi, elle fait connaitre son histoire et son opinion dans le monde entier. Le 12 juillet 2013, à la tribune de l'Assemblée générale des Nations unies, Malala Yousafzai parle de l'accès à l'éducation pour les filles. Elle y déclare notamment que « Les extrémistes ont peur des livres et des stylos. Le pouvoir de l'éducation les effraie ». Ce plaidoyer est salué par une ovation debout de l'assemblée,.

### Tentative d'assassinat

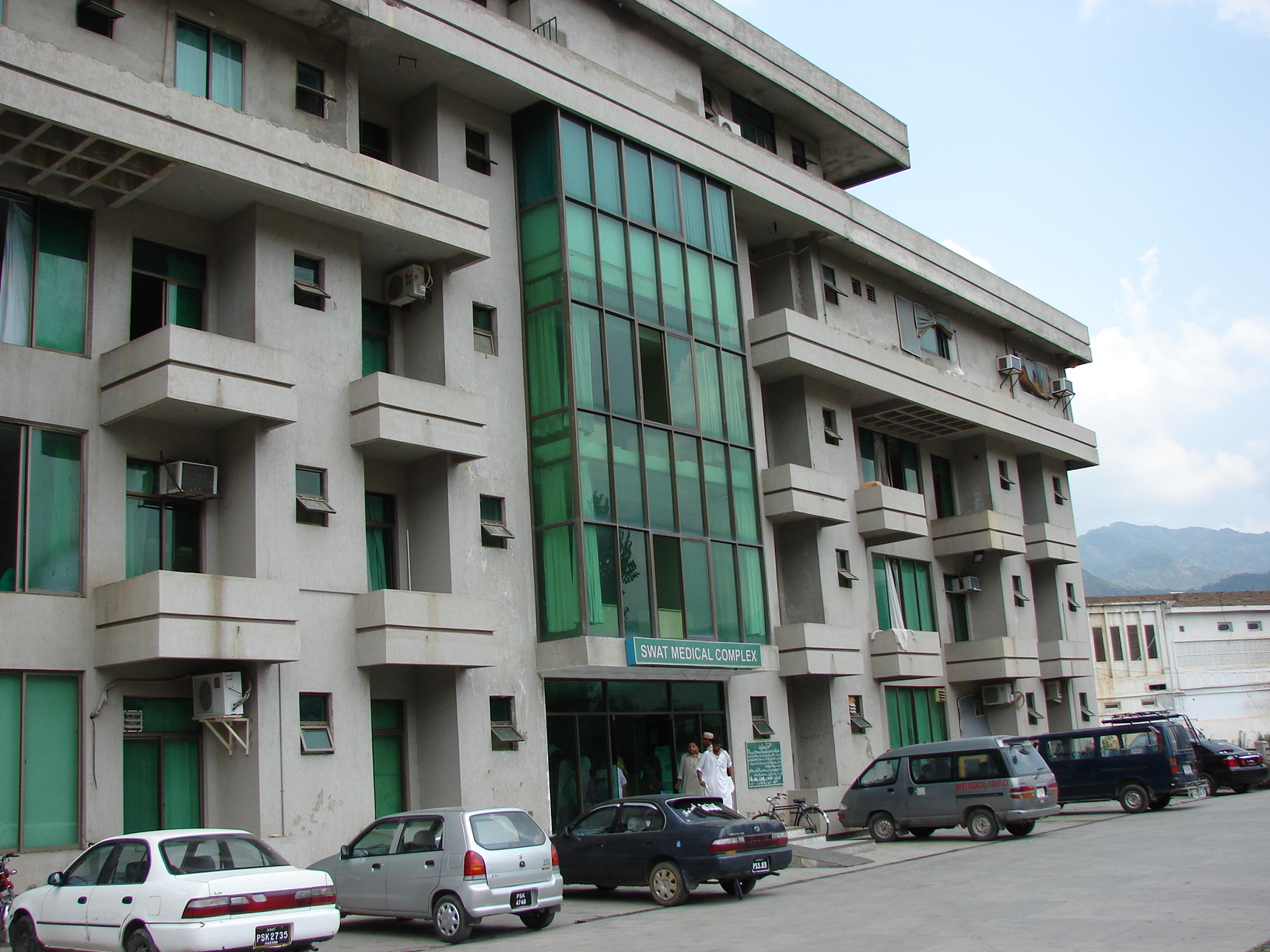
Un complexe médical de Saidu Sharif, le premier des quatre hôpitaux où Malala a été traitée.

Le 9 octobre 2012, elle est victime d'une tentative d'assassinat par des membres du Tehrik-e-Taliban Pakistan dans un bus scolaire à la sortie de son école. Le tireur tire trois fois : le premier tir atteint Malala au visage ; les deux autres tirs atteignent d'autres écolières. Très grièvement blessée au cou et à la tête, Malala est transférée à l'hôpital de Saidu Sharif, puis à l'hôpital militaire de Peshawar par hélicoptère de l'armée. Alors que son transfert à l'étranger pour subir des opérations est évoqué, l'hôpital militaire annonce le 10 octobre vers 17 heures que la balle qui a traversé son crâne et son cou a été retirée avec succès après cinq heures d'opération. Selon un médecin de l'hôpital, la balle a percé le crâne mais n'a pas touché le cerveau. Malala restait alors inconsciente et, vu son état préoccupant, l'armée précise qu'un avion se tient prêt à la transférer vers Dubaï. Le 11 octobre, elle est transférée dans l'hôpital militaire de Rawalpindi, mieux équipé.
Le 15 octobre, elle est finalement transférée vers l’hôpital de Birmingham au Royaume-Uni à bord d'un avion médicalisé fourni par les Émirats arabes unis, accompagnée d'une délégation de militaires pakistanais. Les médecins britanniques et internationaux parlent d'un long chemin vers la guérison et mettent en avant leur importante expérience concernant les blessés de guerre, puisque l’hôpital soigne les soldats britanniques grièvement blessés en Afghanistan.
Le 3 janvier 2013, Malala Yousafzai quitte l'hôpital Queen Elizabeth de Birmingham afin de poursuivre sa rééducation à domicile, avant un éventuel retour pour une opération de reconstruction du crâne.

#### Réactions au Pakistan
Le chef de l'armée pakistanaise Ashfaq Kayani ainsi que l'un des meneurs de l'opposition Imran Khan se rendent à son chevet, de même que le Premier ministre Raja Pervez Ashraf.
L'agression est condamnée par le président Asif Ali Zardari, le gouvernement, le Parti du peuple pakistanais, parti au pouvoir et le principal meneur de l'opposition Nawaz Sharif ainsi que par Imran Khan, qui s'oppose par ailleurs à la lutte armée contre les talibans. Un avis juridique (fatwa) provenant de 50 savants musulmans (ouléma) du Sunni Ittehad Council condamne également l'attaque.
L'attaque est revendiquée par le Tehrik-e-Taliban Pakistan qui menace de nouvelles attaques au cas où Malala Yousafzai survivrait. Des théories du complot se répandent néanmoins dans la société et sur Internet, mettant en cause une manipulation de la CIA.

#### Enquête
Son agresseur s'enfuit après l'attaque et des recherches sont lancées peu après. Le ministre de l'Information de la province de Khyber Pakhtunkhwa, Mian Iftikhar Hussain, annonce une récompense de 10 millions de roupies pakistanaises (soit environ 80 000 euros) pour toute personne aidant à sa capture. Au 13 octobre, quatre suspects ont été arrêtés à Mingora.
L’organisateur de l’attaque et coparticipant est identifié par la police comme un homme d'environ 30 ans, du nom d'Attaulah. Il a déjà été arrêté lors de la seconde bataille de Swat par l'armée et a été détenu en prison pendant trois mois, avant d'être libéré. Il se serait enfui en Afghanistan, selon les autorités. Ces dernières identifient Maulana Fazlullah, chef du TNSM, comme en étant le commanditaire.

### Hommages et distinctions

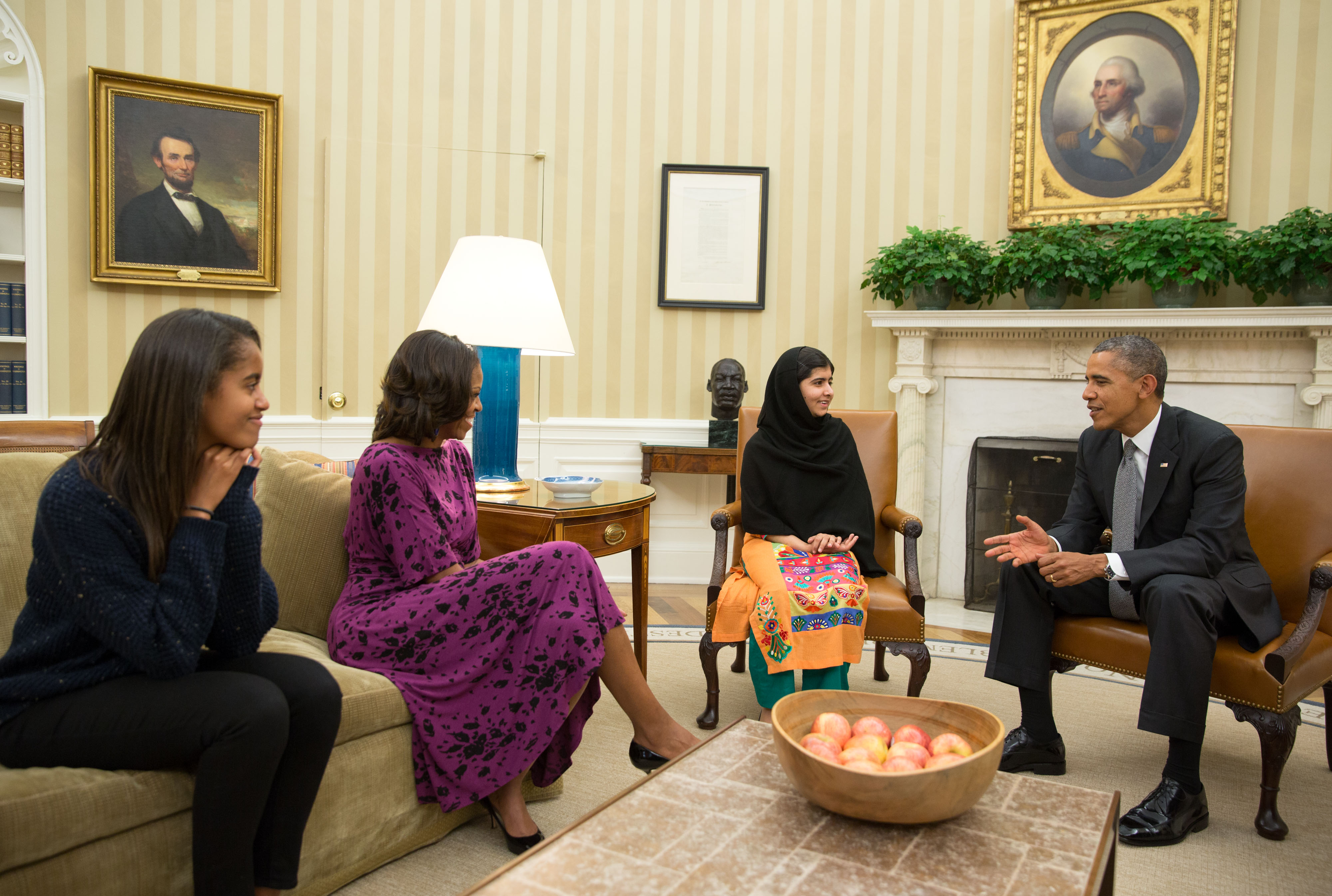
Malala Yousafzai à la Maison-Blanche, le 11 octobre 2013.

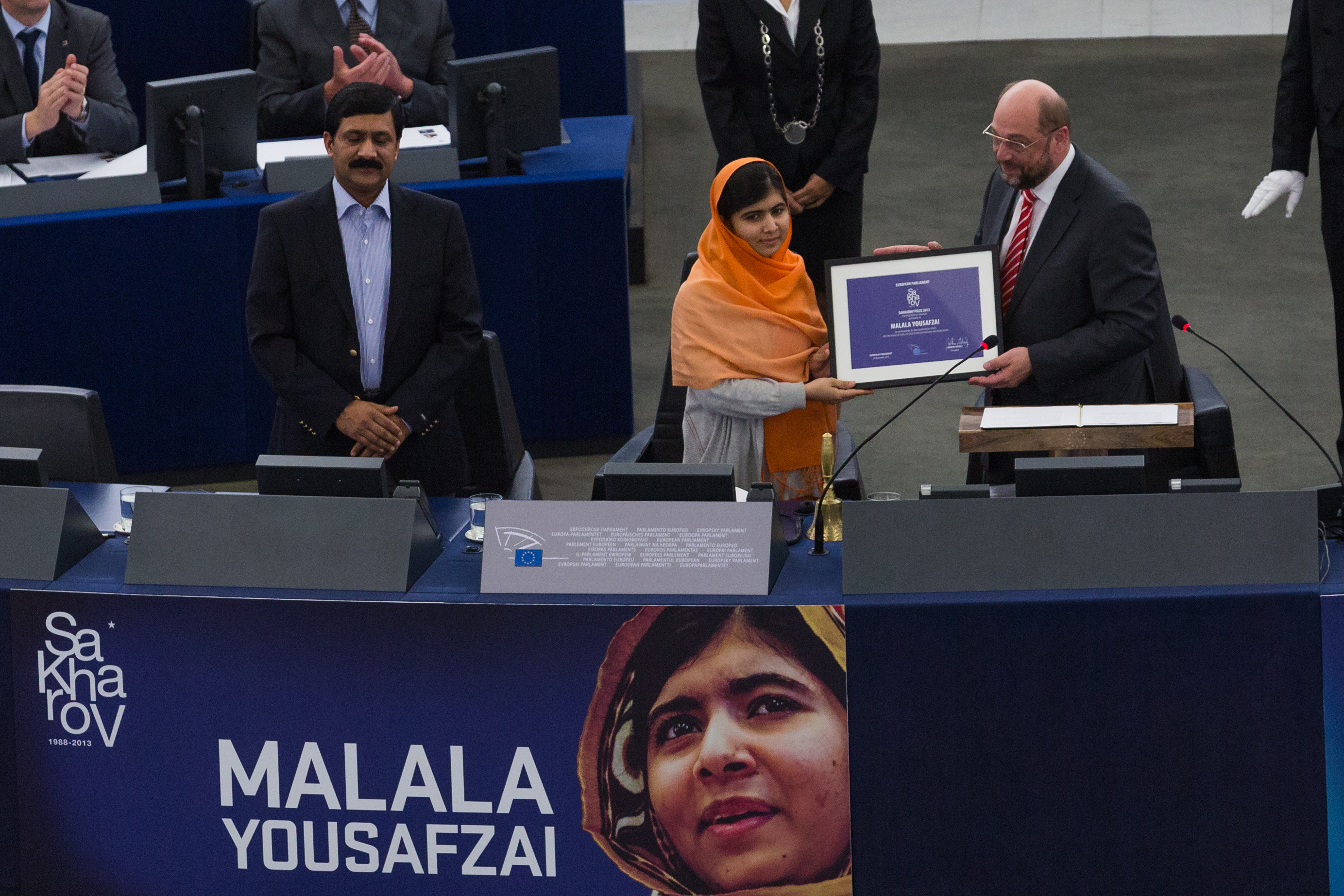
Martin Schulz remet le prix Sakharov à Malala Yousafzai au Parlement européen de Strasbourg le 20 novembre 2013.

En 2009, elle est nommée au prix international des enfants pour la paix de la fondation KidsRights,.
Le 19 décembre 2011, elle reçoit le premier prix national de la jeunesse pour la paix du gouvernement pakistanais, des mains du Premier ministre Youssouf Raza Gilani. Elle évoque alors la création d'un parti politique. Cette distinction est par la suite renommée « prix Malala ».
En décembre 2012, Malala Yousafzai reçoit le prix Simone de Beauvoir pour la liberté des femmes 2013.
Le 12 juillet 2013, pour ses 16 ans, l’ONU a créé l’évènement Malala Day pour défendre l’éducation dans le monde et en particulier celle des filles. À cette date, Malala a fait son premier discours en public au siège de l’ONU depuis la tentative d’assassinat. En septembre 2013, à Dublin, elle reçoit le prix Ambassadeur de la conscience, le plus prestigieux décerné par Amnesty International. Le 20 novembre 2013, à Strasbourg, elle reçoit le prix Sakharov pour la liberté de l'esprit du Parlement européen,,.
La même année, elle est citée parmi les favoris pour le prix Nobel de la paix qui est obtenu par l'Organisation pour l'interdiction des armes chimiques (OIAC). Avant l'annonce du prix, sur la radio pakistanaise City89 FM, la jeune femme disait elle-même : « Je n’ai pas accompli tant de choses que ça pour gagner le prix Nobel de la paix ». Lors de l'annonce du prix, dans un communiqué, elle félicite l'organisation : « L'OIAC est une organisation importante qui travaille sur le terrain pour débarrasser le monde des armes chimiques. Je voudrais les féliciter pour cette reconnaissance internationale bien méritée ».
Cette même année 2013, elle reçoit le Prix des droits de l'homme des Nations unies et le Prix international de Catalogne.
Le 10 décembre 2014, le prix Nobel de la paix lui est co-attribué,.
En 2015, elle fait l’objet d’un documentaire de Davis Guggenheim intitulé « Je m’appelle Malala » et évoquant son enfance. Il a été tourné pendant 18 mois, dans différents pays (Kenya, Royaume-Uni, Abu Dhabi et Jordanie),.
En 2017, elle est nommée par les Nations unies pour devenir la plus jeune Messager de la paix,. Elle est ensuite acceptée comme étudiante au Lady Margaret Hall (Oxford) à la rentrée 2017, après avoir obtenu des notes qui le lui permettent aux A-level. Elle est diplômée d'Oxford en 2020.
Le 9 novembre 2021, elle se marie à Birmingham avec Asser (Malik).

### Une icône médiatique

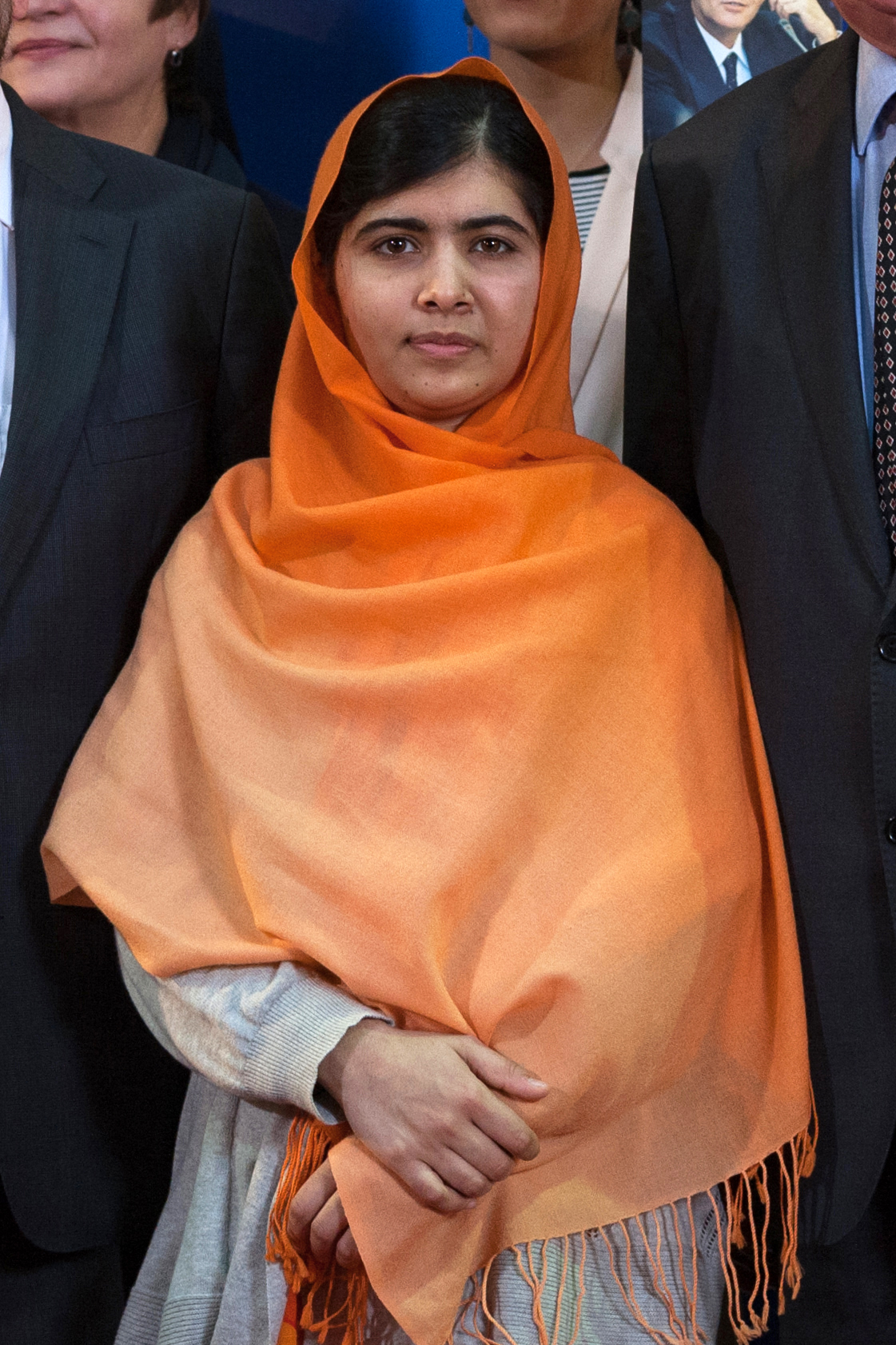
Malala Yousafzai au Parlement européen en 2013.

Dès 2013, le quotidien Le Monde souligne que Malala Yousafzai est devenue une véritable icône en Occident. Dès son arrivée au Royaume-Uni, elle a bénéficié du soutien de stars internationales comme Angelina Jolie ou d'hommes politiques comme Gordon Brown. Son livre, Moi, Malala, je lutte pour l'éducation et je résiste aux talibans, est lancé dans 21 pays simultanément en octobre 2013. La presse et la télévision britannique et américaine lui consacrent alors des articles et des émissions. De fait, elle a été prise en charge gratuitement par une grande agence de communication britannique, Edelman, dans laquelle cinq agents travaillent pour elle à plein temps.
Sa notoriété internationale suscite vite des polémiques dans son pays. Certaines voix au Pakistan dénoncent son « instrumentalisation » par des forces étrangères regrettant que Malala ne parle pas des drones américains tuant des enfants dans les zones pachtounes frontalières. Les sympathisants du Tehrik-e-Taliban Pakistan vont même jusqu'à dire qu'elle a été « kidnappée par les forces anti-islam en Occident ». À l'inverse, les libéraux pakistanais, minoritaires dans le pays, prennent sa défense. Ainsi la romancière Bina Shah s'indigne dans le quotidien Dawn que « les Pakistanais tendent à se retourner contre les personnes dont ils devraient être fiers ». En octobre 2013, reçue à la Maison blanche, Malala demande à Barack Obama de cesser les attaques de drones dans les régions tribales du Pakistan,.
Cette même année, une pétition au nom de Malala a été lancée pour l’éducation pour tous dans le monde entier avant fin 2015. Malala Yousafzai fait actuellement partie des 100 personnes les plus influentes au monde d’après le magazine Time.
Le 12 avril 2017, elle reçoit la citoyenneté canadienne honoraire, un honneur attribué à des étrangers de mérite exceptionnel, comme avant elle Nelson Mandela, le dalaï-lama ou l'Aga Khan.

## Récompenses
- 2013 : Prix Simone de Beauvoir pour la liberté des femmes
- 2013 : Prix Anna-Politkovskaïa
- 2014 : Prix Nobel de la paix

### Vidéographie
- Il m'a appelée Malala (He Named Me Malala), film documentaire réalisé par Davis Guggenheim, sorti en 2015